# Никола Јанковић (иконописац)
Никола Јанковић (Белица, XVIII век — XIX век) био је српски сликар, дрворезбар и иконописац из Старе Србије, представник Дебарске уметничке школе, који је радио у Кнежевини Србији у четвртој и петој деценији 19. века. 

## Биографија
Никола Јанковић је рођен је у влашком селу Белица (Горња или Доња) близу Охрида, тада у Османском царству. Заједно са Михаилом Константиновићем из Битоља, осликао је 1834. манастир Троношу, где су се потписали као „бивши сликари Михаил Константиновић из Битоља и Никола Јанковић из Охрида“. Никола и Михаил су осликали Троношу држећи се традиције сликарства у охридској и битољској школи иконописа.
Исте 1834. године, Никола и Михаило су осликали иконостас у манастиру Чокешина.
Никола Јанковић је највероватније аутор иконостаса у цркви Вазнесења Господњег у Чачку, насталог од 1841. до 1846. Иконостас има стилско јединство и одликује се стабилном архитектуром, умереношћу и јасном поделом одељака и детаља, добрим уклапањем декорације главних делова - главних и бочних двери и горњег простора са Распећем. Велике иконе су у складу са величином храма. Храм има развијене олтарске преграде са пет одељака са 48 одвојених икона. Дрворезбарење је у складу са трендовима 19. века и суптилно истиче сликовиту декорацију. Позлаћивање дрворезбарених мотива урађено је са изузетним познавањем технике и високим занатским умећем. Мрежаста структура је испуњена цветним орнаментима стилизованих листова жбуна, гранчица и ружа које израњају из ваза, као и испреплетених лоза са гроздовима грожђа. Иконе иконостаса су дело пожаревачког сликара Живка Павловића.
1844. Никола Јанковић поново ради заједно са Живком Павловићем у манастиру Сретења Господњег у Овчару,  где је Никола осликао припрату, а Живко наос и олтарски простор.
1848. Никола Јанковић је самостално радио у цркви Светог Ђорђа у Чибутковици. Према сачуваном натпису на иконостасу новоизграђеног храма, његов аутор је Никола Јанковић.Иконостас у Чибутковици је осликан на исти начин као и у Троноши. Јанковић је осликао и ризницу у Чибутковици.
 

Мокрогорска црквена општина је 1848. или 1849. ангажовала Николу Јанковића да ослика главне двери и иконе Цркве Вазнесења Господњег, у Кршању у Мокрој Гори. У овом храму иконостас је замењен новим, а сачуване су само главне двери, рад Јанковића, као и иконе „Исус Христос“ и „Света Богородица са Христом“ (види три слике испод), које су 1982. године пренете у нову цркву у оближњем селу Заовине. У цркви у Кршању, у доњем десном углу главних двери, Никола Јанковић, који често означава Охрид као своје родно место, оставио је сликовни натпис којим експлицитно указује на охридско село Белицу: „Рукопис Николе Јанковића, из Орида града - из села Белица“. 
- Црква Вазнесења Господњег, Кршање у Мокрој Гори, 1849.
- Главне двери.
- Натпис на царским дверима.
- Иконе „Пресвета Богородица са Христом“ и „Исус Христос“.

Јанковић је 1849. радио у манастиру Светог Ахилија у Ариљу, где је  дрворезбарио иконостас овог средњовековног храма. Иконостас је типа олтарске преграде, због уског простора храма. Постоје три зоне - царске иконе, иконе на постољу, врата, довратник, два реда икона са апостолима и пророцима и Распеће, испод којег су ликови Свете Богородице и Светог Јована Богослова.
Иконе на иконостасу су рад разних сликара, али је само Никола Јанковић оставио потписи то у доњем левом углу царске иконе Богородице са Христом, датоване 1849. са сликовним натписом „Рукуделие Николе Іѧнковића из Орида града“. Судећи по стилу неких икона, Живко Павловић је и овде радио са Јанковићем.
1850. Јанковић је насликао неколико икона за цркву у Вранићу, а 1854-1855. и за цркву рођења Пресвете Богородице у Богатићу.

### Уметнички стил
Као иконописац, Јанковић делује недовољно образовано, са несигурним цртежом и скромним познавањем анатомије, што се манифестује у диспропорцијама између стојећих и седећих фигура. Овај недостатак је надоместио урођеним осећајем за пријатне и звучне боје и пажљивим приказивањем детаља и декоративних елемената слике. Композиције је готово увек решавао шаблонски, на основу античких модела, а фигуре је обично смештао у наивно замишљен, али искрено насликани пејзаж. Јанковић је сликао ликове младих светаца са изразито овалним лицима, а старијих са издуженим, делимично аскетским физиономијама, са истакнутим јагодицама и борама око уста. Очи је сликао оштром линијом са тешким капцима и подочњацима. Његов омиљени декоративни детаљ био је орнамент са мотивом руже.
Према речима Јелисавете Вељовић, Јанковићев рани стил, који је приметан у Троноши и Чокешини, разликује се од његовог каснијег стила из 1843. до времена када се Јанковић удружио са Живком Павловићем, што може навести на размишљање да су можда у питању две особе са истим именом и презименом. Према речима Јелисавете Вељовић, начин на који је Никола Јанковић потписивао иконостасе и резбарије такође сугерише да је био мајстор дрворезбар.